# Trycherus fenestratus
Trycherus fenestratus es una especie de coleóptero de la familia Endomychidae.

## Distribución geográfica
Habita en Boroma.